# Île Verte (Côtes-d’Armor)

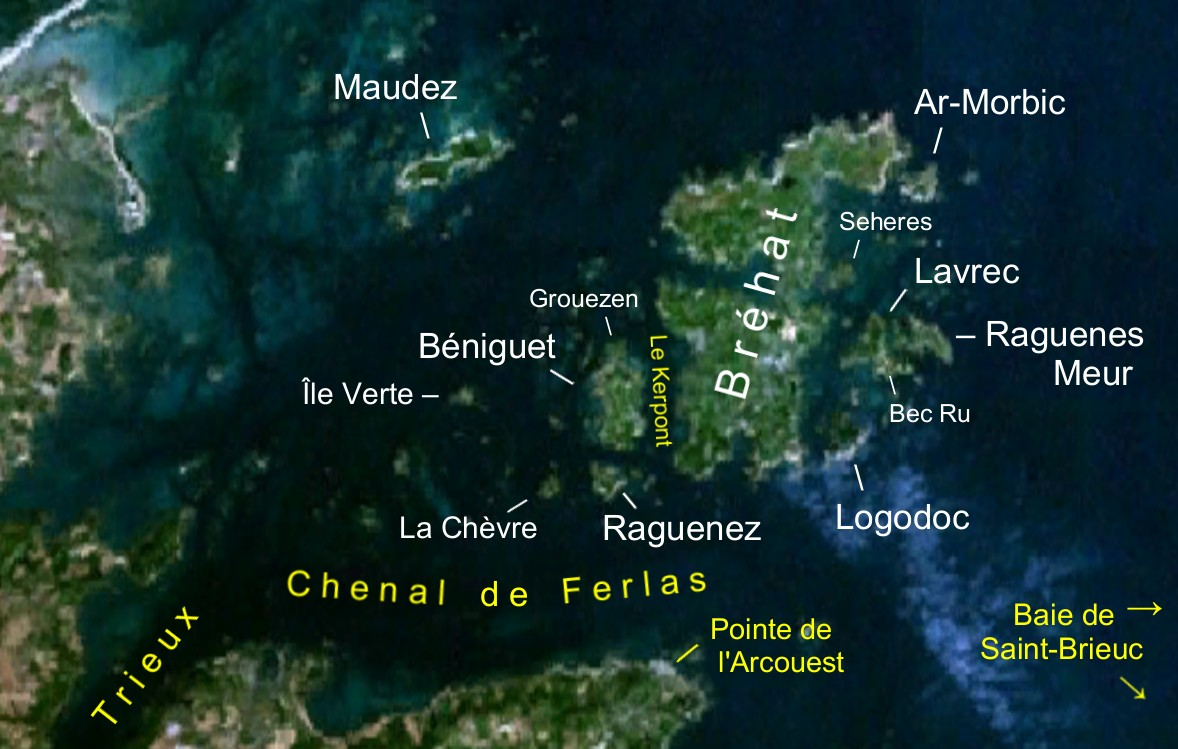
Satellitenbild der Inselgruppe Bréhat mit der Île Verte

Die Île Verte (Aussprache „il vɛʀt“, frz. für Grüne Insel; bret.: Enez Glas oder Enez C'hlas – enez = Insel, glas = grün, blau, grau) ist eine kleine bretonische Insel der Bréhat-Inseln im französischen Département Côtes-d’Armor.
Das kleine, karge Eiland galt lange als die Insel, auf der im 5./6. Jahrhundert der bretonische Heilige Budoc gelebt haben soll. Tatsächlich siedelte hier jahrhundertelang eine kleine franziskanische Klostergemeinschaft. Der schlechte Ruf der Mönche soll auf dem nahen Festland womöglich sprichwörtlich gewesen sein.
Heute dient die Île Verte im Sommer als Stützpunkt der Segelschule les Glénans, vor allem für jugendliche Kursteilnehmer.

## Geographie
Die Île Verte liegt im Südwesten der Inselgruppe Bréhat, in der Nähe der Flussmündung des Trieux, gegenüber dem kleinen Küstenort Loguivy-de-la-Mer (Gemeinde Ploubazlanec). Unmittelbar im Westen der Insel verläuft die Fahrrinne vom Trieux zum offenen Meer.
Der höchste Punkt der Insel ist offiziell etwa 16 Meter hoch (tatsächlich stark gezeitenabhängig); die Insel ist etwa 430 Meter lang und 200 Meter breit. Im Nordosten der Insel wird bei Niedrigwasser ein kleiner Sandstrand frei. Die Insel hat keinen Hafen; im Süden, Westen und Osten läuft das Ufer allerdings relativ flach aus, so dass kleinere Boote an den Steinstrand gezogen werden können. Ein etwas geschützter, aber noch immer ausreichend tiefer Ankerplatz liegt im Süden der Insel, in der Einfahrt zu einem Kanal zur Île de Bréhat im Osten.
Die Île Verte liegt in einem Gebiet mit einem mehrere Meter starken Tidenhub (Unterschied zwischen Hoch- und Niedrigwasser). Bei Niedrigwasser fallen deswegen Verbindungen zu drei größeren Felsgruppen im Südwesten, Norden und Osten der Insel frei, die bei Hochwasser wieder überflutet werden. Aufgrund der Tiden herrschen um die Insel außerdem im Tidenrhythmus relativ starke Strömungen.

## Geschichte

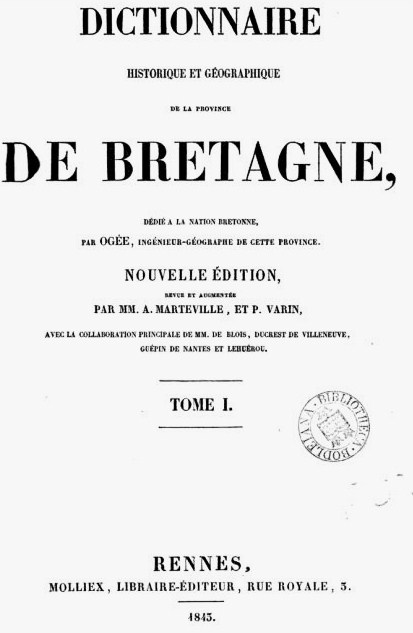
Dictionnaire historique et géographique des Geographen Jean-Baptiste Ogée (Neuauflage von 1843)

### Vermeintliches Kloster von Budoc
Die Île Verte wurde lange Zeit für die Île des Lauriers (frz. für: Insel der Lorbeerbäume; lat: Isla Laureaca) gehalten, auf der nach der Überlieferung der Heilige Budoc (oft auch Saint-Budoc) ein Kloster – wohl im 5. oder 6. Jahrhundert – errichtet haben soll. Laut einem der Autoren der überarbeiteten Ausgabe von 1843 von Ogées Dictionnaire historique et géographique (d. h. A. Marteville oder P. Varin) soll der bretonische Name der Île Verte Enez-Laur (enez = Insel, d. h. "Laur-Insel") gelautet haben, was vermutlich vom ehemaligen Lorbeerbewuchs der Insel herrühre; laut Habasques (1832) hieße die Insel auf bretonisch zwar Enez-Glas, er hielt sie aber für identisch mit der „Île-aux-Lauriers“ des Budoc und kritisierte ausdrücklich eine Ausgabe von Ogées Dictionnaire, die zwischen den zwei Inseln unterschieden habe. Nach verbreiteten Überlieferungen sollen spätere Mönche die Île Verte deshalb als Ort für ihr Kloster ausgewählt haben, um am Wirkungsort von Budoc zu leben.
Heute wird allerdings gemeinhin die Île Lavrec (im Osten von Bréhat, etwa dreieinhalb Kilometer von der Île Verte) als die Île des Lauriers identifiziert. 1994 wurde sogar generell der Wahrheitsgehalt der Darstellung über das frühe Kloster – ebenso wie die Behauptungen anderer Klöster aus der gleichen Zeit – angezweifelt, da die Ruinen dieser Klöster noch nicht archäologisch untersucht worden waren.
Die tatsächliche Geschichte der Besiedlung der Île Verte ist durch die Verwechslung etwas unübersichtlich. Bis ins 19. Jahrhundert wurde die Geschichte der Insel z. T. wiedergegeben, ohne klar zwischen Überlieferungen zur Île des Lauriers und belegbaren Fakten zur Île Verte zu trennen;
dadurch bleibt in älteren Texten manchmal unklar, ob die Geschehnisse nun der Île Verte oder aber Lavrec zuzuordnen sind oder womöglich ganz in den Bereich der Legenden gehören.

### Vauban-Pläne
Laut Habasques entwickelte der berühmte französische Festungsbaumeister Vauban (1633–1707) Pläne, auf der nahen Halbinsel Île à Bois einen Militärhafen zu bauen. Um ihn zu schützen, hätte auf der Île Verte eine Festung gebaut werden sollen. Das Projekt wurde jedoch nie realisiert.

### Tatsächliche Besiedlung
Auch die tatsächliche Niederlassung von Mönchen auf der Insel – in einem oder zwei verschiedenen Klöstern, seit dem 13. oder dem 15. Jahrhundert – wird unterschiedlich wiedergegeben. Nicht erwähnt wird zudem, ob die Insel vor der Klostergründung – etwa von Landwirten oder Fischern – schon genutzt wurde.

#### Vielleicht erstes Franziskanerkloster

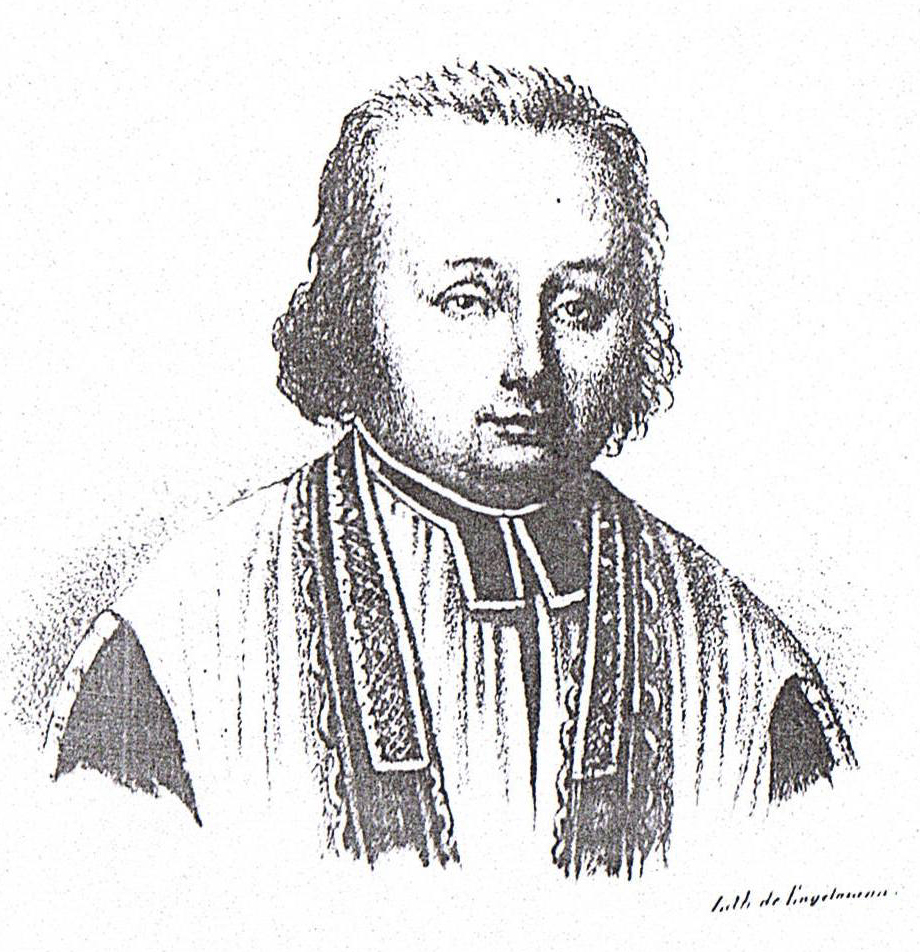
Abt François Manet (1764–1844), einer der Autoren, die im 19. Jahrhundert Überlieferungen und Fakten über die Insel aufschrieben

Ein frühes, kurzlebiges Franziskanerkloster bestand auf der Île Verte laut Ogées Dictionnaire historique et géographique (von Habasques ausdrücklich kritisiert) und laut Abt Manet in seiner Histoire de la Petite-Bretagne (S. 48). Demnach nahm die – nach Budocs Kloster vermeintlich „erneute“ – mönchische Präsenz auf der Île Verte im Jahr 1431 ihren Ausgangspunkt, mit der Reform der Franziskaner (OFM) (Pères Cordeliers) in der Bretagne, gemäß derer sich diese Mönche an sehr abgelegene Orte zurückzogen. 1434 erlaubte der zuständige Bischof von Dol (1431–1437), Jean XII. de Bruc, einer Gruppe von Franziskanern die Besiedlung der Île Verte. Da auch der Landesherr über die Insel, N. de la Rochejacut (oder Roche-Jagu), zustimmte, errichteten die Franziskanerbrüder zwischen den Felsen der Insel ein kleines Kloster mit Kapelle. 1436 kam in der neuen Gemeinschaft das Provinzkapitel zusammen. Schon 1458 verließen die Franziskaner die Insel wieder, wohl weil der Boden der Île Verte steinig, begrenzt und daher wenig ertragreich sei. Laut dem Eintrag Isle Verte in Ogées Dictionnaire hatte Alain, der Vicomte von Rohan, den verarmten Mönchen bei Morlaix ein neues Kloster gebaut; laut dem Eintrag Tréguier des Dictionnaire hatte die armen Mönche hingegen Duc François II. nach Morlaix gerufen; einige seien aber bei Tréguier geblieben, wo ihnen in der Pfarrei Plouguiel am Fluss Guindi ein Haus angeboten worden sei. Laut Manet (S. 48) teilten sich die Mönche indes in drei Gruppen auf, die jeweils ein neues Kloster begründet hätten: eine halbe Meile von Morlaix, in Landerneau und auf der Île de Cézembre bei Saint-Malo. Das habe bei den französischen Franziskanern zur Redewendung geführt: Virgo peperit tres, et postea infirmari cœpit, et fuit derelicta et sterilis ut ante – die Jungfrau (ein anderer Name der Insel sei Insula Virgo) gebar drei, dann wurde sie krank, dann war sie verlassen und unfruchtbar wie zuvor.
Eine abweichende Darstellung findet sich bei Habasques, der Ogées o. g. Darstellung ausdrücklich kritisiert. Demnach wurde die Île Verte bereits Ende des 13. Jahrhunderts von einer Franziskanergemeinschaft übernommen. Die Insel sei den Franziskanern vom Landesherrn Gilles Tournemine, dem Seigneur de la Hunandaie et de Bolloy, überlassen worden; so habe es der Klostervorsteher (Guardian) M. Abgrall im Februar 1790 gegenüber der Stadt Saint-Brieuc angegeben. Laut Habasques bestand das Kloster auf der Île Verte durchgehend bis 1791 und sei ein Rekollektenkloster gewesen. Demnach hätte es also nur ein einziges Kloster in der Geschichte der Insel gegeben, das sich zu dem im Folgenden beschriebenen Rekollektenkloster entwickelte.

#### Rekollektenkloster
Die verschiedenen Autoren sind sich darin einig, dass schließlich bis 1790/91 eine Rekollektengemeinschaft auf der Île Verte lebte, d. h. Brüder der sehr zurückgezogen und nach strengen Regeln lebenden Franziskanergemeinschaft der Rekollekten, die in Frankreich 1897 mit anderen Franziskanern zu den Franziskanern (OFM) fusionierte. Unklar ist, wann sich das Rekollektenkloster auf der Île Verte niederließ – ob nun hervorgegangen aus dem in ununterbrochener Tradition seit Ende des 13. Jahrhunderts bestehenden Franziskanerkloster (Habasques, s. o.) oder erst später. Laut Manet kam die neuerliche Klostergemeinschaft kurze Zeit („peu de temps“) nach dem Wegzug der ersten Franziskanergemeinschaft (1458) auf die Insel. In der überarbeiteten Auflage des Dictionnaire von 1843 heißt es, bis 1790 habe auf der Île Verte eine von 14 Rekollektengemeinschaften der Bretagne gelebt; wann die Klostergemeinschaft auf die Insel gezogen sei, wird im Dictionnaire jedoch nicht erwähnt. Ebenfalls unerwähnt bleibt in den Darstellungen, seit wann die Gemeinschaft nach den Ordensregeln der Rekollekten – die sich etwa gegen Ende des 16. Jahrhunderts entwickelten – lebte.
Einheitlich berichten die Autoren darüber, dass zeitweilig Mönche in das Kloster zur Buße geschickt wurden, wenn sie anderswo Regeln übertreten hatten. Auch Menschen, die per lettre de cachet (geheimer, königlicher Haftbefehl) verhaftet wurden, sollen auf der Insel wiederholt festgehalten worden sein.
Laut Habasques lebten die Mönche, neben der Versorgung aus dem eigenen Garten, spätestens im 18. Jahrhundert von Spenden vom Festland. Dafür nahmen sie dreimal jährlich jeweils acht Tage beim Pfarrer von Plouzec (wohl Plouézec) Unterkunft, erbaten von dort aus Spenden für das Kloster und bedankten sich bei den Spendern mit einer Prise Erde von der Île Verte: Die Erde hatte den Ruf eines Wundermittels, weil der Heilige Budoc die giftigen Tiere der Insel [tatsächlich also auf der Île des Lauriers] vertrieben habe, die danach nie mehr zurückgekehrt seien. Von den Spenden kauften die Mönche dann Weizen, Butter und Schinken für das Kloster.
1790 umfasste das Kloster drei Hauptgebäude für die Mönche, eine kleine Kirche (mit 22 Ornamenten, drei Abendmahlskelchen, wohl einer Monstranz in Form einer silbernen Sonne) und einen Garten, dazu noch außerhalb seiner Mauern eine halb so große, ebenfalls zum Anbau benutzte Fläche (24 Ar) und, ebenfalls jenseits der Mauern, eine Kapelle und einen Schuppen. Die – wenig ertragreichen – landwirtschaftlich genutzten Flächen wurden mit Wasser aus einer spätestens 1832 wieder zerstörten Zisterne bewässert. Die Gemeinschaft verfügte laut Habasques insgesamt über zehn Betten (davon drei für Hausangestellte); laut Dictionnaire von 1843 waren es 17 Betten. Die Bibliothek enthielt 1000 Bände, darunter Bibeln, Predigtbücher, geschichtswissenschaftliche und philosophische Schriften usw.
1790/91 wurde das Kloster aufgegeben. Laut Habasques lebte spätestens 1832 nur noch ein Landwirt auf der Insel. Noch bis zum Anfang des 20. Jahrhunderts lebte eine Familie auf der Insel und setzte die kärgliche Landwirtschaft fort. Anschließend blieb die Insel unbewohnt.

## Heutige Nutzung
Seit 1973 ist die Insel einer der Stützpunkte der berühmten französischen Segelschule les Glénans. Das einzige moderne Haus auf der Insel wurde von der Segelschule in den Resten des Klosters errichtet; es beherbergt heute einen Ess- und Gemeinschaftsraum sowie die Küche, das Dach ist mit Solarmodulen bedeckt. Ansonsten stehen auf der Insel nur noch ein kleiner, großenteils unterirdischer Geräteraum und eine Baracke für die Duschen. Die Segelkursteilnehmer und -betreuer schliefen zunächst in Zelten (zeitweilig drei Armeezelte für je 12 Personen), in jüngerer Zeit meist in großen Jurten.
Während der Segelsaison werden auf der Île Verte vor allem Jugendliche untergebracht, und die Insel wird nach französischem Recht zur Erholungszone für Minderjährige erklärt. In dieser Zeit darf nur der Küstenstreifen unterhalb der Hochwassergrenze (Litoral) betreten werden; der Zugang zur übrigen Insel ist für Erwachsene, die nicht die Segelkurse betreuen, nach französischem Recht verboten. Außerhalb der Saison ist die Insel nicht bewohnt.
Im Nordwesten der Insel werden in geringer Entfernung vom Ufer Algen gezüchtet. Von der Insel aus sind die aufgereihten Schwimmer gut sichtbar.

## Die Île Verte in Liedgut und Sprichwörtern

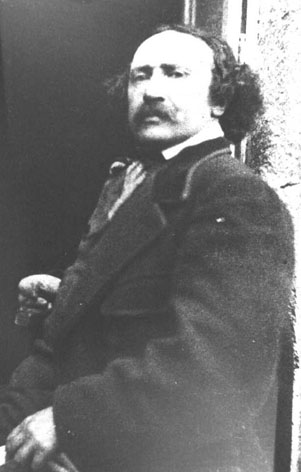
François-Marie Luzel befasste sich mit dem Lied Die Mönche der Île Verte

Das Lied Menec’h an Enez c’hlas (bret.: Die Mönche der Île Verte) bezieht sich angesichts von Verbreitung und Inhalt offenbar auf die in diesem Artikel behandelte Insel. Das Lied besteht aus drei Strophen: Zunächst beklagt der Ich-Erzähler den Tod seiner kleinen Schwester, die von „dem Mönch des verdammten Klosters“ ermordet worden sei und nun auf Steinen und Wattschlamm liege. Laut zweiter Strophe habe der Erzbischof von Dol geäußert, das Kloster auf den Felsen der Île Verte sei von Heiligen erbaut worden, aber die Mönche dort studierten [aktuell] nicht die Bücher, sondern begingen schreckliche Untaten; er verfluche sie. Laut dritter Strophe habe der Sohn des Königs erklärt, falls er Herrscher über die Bretagne sei, werde er die schwarzen und die weißen Mönche lehren, seine Untertanen in Frieden zu lassen; er werde eine Armee ausheben, um die Île Verte zu zerstören. Weitere vier Verse kursierten in der Bevölkerung in der Nähe der Abtei Beauport (ca. 8 km südlich von der Île Verte): Ein Mönch der Insel sage zu einer Nonne, er wolle sie küssen; sie antwortet, so viel er wolle.
Das Lied findet sich in mehreren Sammlungen folkloristischer Überlieferungen des 19. und frühen 20. Jahrhundert und existiert demnach seit mindestens vor 1856, gemäß den im Trégor zusammengetragenen Sammlungen von Jean-Marie de Penguern und Pierz. Ob es sich aber tatsächlich um ein altes Lied der mündlichen Überlieferung handelt, wurde von dem Folkloristen und Dichter François-Marie Luzel (1821–1895) hinterfragt; er vermutete, es sei ein Werk jüngerer Zeit, möglicherweise von dem bretonischen Dichter und Folkloristen René Kerambrun (1813–1852), einem Mitarbeiter von de Penguern.
Der Dichter und Schriftsteller Erwan Berthou (1861–1933), der ebenfalls bretonisches Sprach- und Liedgut sammelte, hörte nicht nur das vorgenannte Lied Die Mönche der Île Verte, sondern auch zwei Sprichwörter, die gleichfalls den schlechten Ruf der Mönche der Insel zum Inhalt haben: „Le moine rouge de l’Île Verte devient souris et rat“ (frz. für: Der rote Mönch der Île Verte wird zu Maus und Ratte) und „Il n’y a moine à l’abbaye qui n’ait femme à Kérity“ (frz. für: Es gibt keinen Mönch in der Abtei [wohl: der Île Verte], der nicht eine Frau in Kérity wäre). Kérity ist eine alte Gemeinde, in der sich die namhafte Abtei Beauport befindet. Es liegt ca. 8 km südlich der Île Verte und gehört heute zu Paimpol.